# San Juan Mazatlán
San Juan Mazatlán es una localidad mexicana perteneciente a la zona de la región mixe, está situado en el Municipio del mismo nombre en el Estado de Oaxaca. Tiene 1569 habitantes y está a 517 metros de altitud.

## Toponimia
El nombre de Mazatlán, se deriva de la lengua náhuatl, debido a la influencia de los mexicas, esto en virtud que en el lugar que se estableció la población existían muchos venados mazates. 
Aunque en la lengua original mixe es conocida la población como Amaktstu am que significa 4 caminos, mismos que todavía subsisten y que son: San Pedro Acatlán, San Juan Guichicovi, Zacatepec y Thuantepec.

## Historia
Según los historiadores los  mixes provienen de Europa y
pasaron al continente americano, estableciéndose en las montañas que bañan al Golfo de México.
Posteriormente, los antepasados se dirigieron hacia al sur emigrando por el Istmo de Tehuantepec, costeando por el Océano Pacífico, donde
convivieron con los huaves, chontales y los zapotecas que comandaba Cosijoeza; los huaves habitaban en esos tiempos las tierras fértiles de Jalapa del Marqués, aproximadamente 200 años antes de la llegada de los españoles. En el año de 1400 después de Cristo, en el reinado de Zaachila, los mixes ya se encontraban habitando en la región montañosa del Zempoaltépetl.
En el año de 1520 los españoles llegan a Oaxaca y controlan la parte central del valle, extendiéndose hacia los pueblos zapotecos y mixtecos que habitaban en las montañas, sin embargo, no lograron controlarlos ya que habitaban en las montañas del Zempoaltépetl, ya que estos no se sometieron y jamás se declararon derrotados. 
Se  dice que los abuelos mixes por invocación de su dios, se dispusieron a peregrinar hacia el norte, repartidos en grupos, fundando un lugar al que llamaron Jaltepec de Candayoc, lugar donde prepararon muros o barricadas cercando el contorno y cerrando la entrada de la población, como estrategia  para cualquier combate que aconteciera.
Sin embargo, los antiguos mixes fueron sorprendidos por sus enemigos que disfrazados de comerciantes penetraron a la población, muriendo muchos en combate, los sobrevivientes se refugiaron en una montaña donde fundaron
el segundo pueblo que ahora es Quetzaltepec, se multiplicaron y fundaron otro pueblo que llamaron Totontepec; posteriormente se dispersaron por el Cerro del Zempoaltépetl fundando San Juan Cotzocon y luego San Juan Mazatlán.

## Ubicación
El municipio se ubica en la región del Istmo, al noreste del estado de
Oaxaca.  Colinda al norte con el municipio de San Juan Cotzocón; al sur con Guevea de Humboldt, San Lucas Camotlán, Santiago Ixcuitepec, Santo Domingo Lachiguiri y Santo Domingo Petapa; al oeste con San Juan Cotzocón y Santa María Quetzaltepec; al este con San Juan Guichicovi.[cita requerida]

## Orografía
El  relieve del territorio se caracteriza por tener dos zonas
principales: 
La zona alta con un promedio de altitud de 500 metros sobre el nivel del mar, aunque se encuentran cerros hasta de 1500 metros sobre el nivel del mar. 
Esta zona abarca las poblaciones de San Juan Mazatlán, Loma Santa Cruz, Los Valles, San Antonio del Valle, Santa María Villa Hermosa, Monte Águila,
Rancho Juárez, San Pedro Acatlán El Grande, San Pedro Chimaltepec, Santiago Malacatepec, la Nueva Esperanza, Tierra Negra con una extensión aproximada de 140 000 hectáreas.
La zona baja se ubica en altitudes inferiores a 100 m sobre el nivel del mar, y se integra por una superficie aproximada de 5900 hectáreas, en las que se localizan las poblaciones de la Mixtequita, Constitución Mexicana, la Esperanza 2° sección, Los Fresnos, General Felipe Ángeles, Gustavo Días Ordaz, La Palestina, Nuevo Centro, San Antonio Tutla, San José de Las Flores, Santiago Tutla, El Tortuguero, El Pipila, Los Raudales, Villa Nueva II, Nuevo Progreso, Ejido Madero, y algunas otras colonias con menos de 20 habitantes.

## Clima
En el municipio existen dos climas predominantes: el cálido húmedo
con lluvias en verano y temperatura media anual que fluctúa entre los 23 °C, y el clima frío en la parte alta en donde la temperatura promedio es de 18 °C.
Los meses más húmedos corresponden de octubre y febrero caracterizados por las lluvias provenientes del Golfo de México y el periodo seco corresponden a los meses de marzo, abril y mayo, cuando se registran las mayores temperaturas. No existen estaciones meteorológicas cercanas por lo que estos datos no están actualizados

## Flora y fauna

### Vegetación
Existe riqueza de ecosistemas: predomina la selva baja a una altitud máxima de 560 m sobre el nivel del mar y el bosque de pino-encino con altitudes mayores a 600 m sobre el nivel del mar. En menor medida el bosque mesófilo de montaña o bosque de niebla ubicado en laderas y sitios de mayor humedad entre 100 y 200 m sobre el nivel del mar ; la selva alta y media abajo de los 1100 m sobre el nivel del mar, y los pastizales sobre 60 m sobre el nivel del mar. La vegetación se caracteriza por la existencia de bosques y selvas; las especies representativas son los árboles de mediana altura como el pino, hoja de estrella, mulato, solerilla, jonote, huanacastle, ciprés, mamey, corpus, ceiba y  apompo; las maderas preciosas como la caoba, cedro rojo; además de los encinos, pinos y pasto, por la extensión de terrenos que ocupa. La extensión que actualmente destinamos a la agricultura es de 44 721 hectáreas, representando el 22 % de la superficie total del municipio.

### Fauna
Los animales silvestres más importantes son: el armadillo, tepezcuintle, venado, mázate, tapir, el jaguar, tigre, leopardo, león, tigrillo, ardilla, mapache, tepezcuintle, jabalíes, faisanes, tejones, conejo; roedores de diferentes especies; aves: perico, faisán, chachalaca, tucán, codorniz, perdiz, paloma, águila, gavilán y algunas canoras; víbora de cascabel, coralillos, sorda, ratonera, tlacuaches, iguanas, ranas y sapos; diferentes especies acuáticas como mojarra, trucha, pez bobo, camarón de agua dulce (burrito), chacal (mayacaste), roncador, jolote, bagre, tortuga y anguilas.

## Población
La población municipal registrada por el Instituto Nacional de Estadísticas Geografía e Informática (INEGI) en el censo de población y vivienda 2010 fue de 17 100 habitantes, 49 % hombres y 51 % mujeres.
El sector de la población más representativo en el municipio lo conforman los niños de 0 a 14 años, que significan el 46 %  del total de la población.